# Barry Barnes
Barry Barnes (27 maart 1943) is een Brits socioloog, die verbonden was met de universiteit van Edinburgh en later de universiteit van Exeter. Hij is gespecialiseerd in de wetenschapssociologie en kennissociologie. Samen met onder meer David Bloor ontwikkelde hij aan de 'Science Studies Unit' in Edinburgh het 'sterke programma' in de kennissociologie.
Dit sterke programma verwierp de asymmetrische analyse tussen wetenschappelijke en niet-wetenschappelijke kennis. Barnes betoogt zo, bijvoorbeeld in Scientfic Knowledge and Sociological Theory (1974), dat wetenschap sociologisch op dezelfde wijze benaderd moet worden als alle andere domeinen van de maatschappij. Dat op een bepaald moment een zekere wetenschappelijke theorie algemeen wordt aangenomen moet dus op een symmetrische wijze worden verklaard als de dominantie van een religie, een kunststroming of andere culturele fenomenen. In die zin benadert Barnes' denken een vorm van relativisme.
Twee verdere onderzoeksdomeinen van Barnes zijn de aard van macht enerzijds, en vanaf midden jaren 90 focust hij ook op biotechnologische wetenschappen, zoals genomica.